# دار البطيخ (ضريح)
دار البطيخ (بالفارسية: دارالبطیخ) هو ضريح تاريخي يعود إلى الدولة السلجوقية، ويقع في أصفهان.